# Andi Zeisler
Andi Zeisler (* 1972) ist eine Mitgründerin und Kreativdirektorin/Chefredakteurin von Bitch Media, einem feministischen Medien-Non-Profit-Unternehmen, das seinen Sitz in Portland, Oregon hat. Zeisler ist außerdem Autorin, Medienkritikerin und Vortragende zu den Themen Popkultur und Feminismus. Andi Zeislers journalistische Arbeit fokussiert feministische Lesarten von Popkultur und wurde vielerorts publiziert, darunter Mother Jones, die San Francisco Chronicle, Utne Reader, The Women’s Review of Books, und Ms. Sie hatte eine Popkultur-Kolumne in SF Weekly und dem East Bay Express, und hat zu den Sammelbänden Young Wives’ Tales, Secrets and Confidences: The Complicated Truth About Women’s Friendships (beide Seal Press) und Howl: A Collection of the Best Contemporary Dog Wit (Crown) beigetragen. Sie ist Mitherausgeberin von BitchFest: 10 Years of Cultural Criticism from the Pages of Bitch Magazine und eines Buchs über Feminismus und Popkultur, das bei Seal Press erschienen ist: Feminism and Pop Culture. Sie spricht regelmäßig öffentlich über Feminismus und Popkultur in universitären Kontexten.
Ihr Buch „We Were Feminists Once: From Riot Grrrl to CoverGirl®, the Buying and Selling of a Political Movement“ erschien unter dem Titel „Wir waren doch mal Feministinnen: Vom Riot Grrrl zum Covergirl – Der Ausverkauf einer politischen Bewegung“ Anfang 2017 beim Rotpunktverlag auf Deutsch.

## Bitch Media
Bitch Media ist ein feministisches, gemeinnütziges Medienunternehmen. Bitch Media wird als Print-Produkt unter Bitch: Feminist Response to Pop Culture, sowie online unter bitchmedia.org angeboten; zudem werden die Podcasts Propaganda und Backtalk veröffentlicht. Die Organisation ermöglicht außerdem Fellowships für Autoren. Bitch Media wurde von Andi Zeisler und Lisa Jervis 1996 als ein ehrenamtlich organisiertes zine mit einer Auflage von 300 Stück gegründet und wird mittlerweile international mit einer Auflage von mehr als fünfzigtausend Stück vertrieben. Bitch Medias Auftrag ist es, feministische Lesarten von Populärkultur zu schaffen und anzuregen.

“A fresh, revitalizing voice for feminism. One that welcomes complex arguments, showcases witty and whip-smart critiques of popular culture, and refuses to ignore the contradictory and sometimes uncomfortable details that constitute the realities of life in an unequivocally gendered world.”

Das Magazin veröffentlicht ausführliche Kolumnen, Beiträge und Interviews, aber auch kürzere Beiträge zu feministischer Medienkritik.

## Veröffentlichungen
- BitchFest: 10 Years of Cultural Criticism from the Pages of Bitch Magazine wurde 2006 herausgegeben und ist ein Sammelband mit wichtigen Artikeln des Bitch Magazine aus den ersten zehn Jahren des Bestehens von Bitch Media.
- Feminism and Pop Culture, wurde 2008 veröffentlicht und sucht nach den Einflüssen der feministischen Bewegung auf Popkultur und ihren Wechselwirkungen seit den 1940er Jahren. Das Buch ist eine historische Einführung in die Themen Feminismus und Pop.[7]
- We Were Feminists Once: From Riot Grrrl to CoverGirl, the Buying and Selling of a Political Movement wurde im Mai 2016 von PublicAffairs veröffentlicht und erschien Anfang 2017 auf Deutsch unter dem Titel Wir waren doch mal Feministinnen: Vom Riot Grrrl zum Covergirl – Der Ausverkauf einer politischen Bewegung. Das Buch untersucht die Aneignung von feministischen Strategien und Rhetoriken als Marketingstrategie und wurde breit im Feuilleton diskutiert.[8]